# 臺灣省婦女會
臺灣省婦女會成立於1946年5月16日，為臺灣戰後時期第一個全省性的婦女團體，對推動臺灣婦女運動具有重要意義。

## 發展歷程
日治時期，臺灣已經出現婦女團體，主要由知識階級、上流階層組成，雖然多以聯誼活動為主，但反映了當時女性自覺的萌芽，為戰後臺灣婦女團體發展奠定了基礎。戰後臺灣社會重建，民間組織相繼成立，女性亦希望組織婦女團體來爭取平等權。
1946年3月，在政府鼓勵之下，臺北市婦女會理事長謝娥開始籌備工作。:274謝娥主張，認為男女平等除了尊重婦女人權、人格以外，也是為了國家、民族所著想，希望婦女普遍受教育，獻出才能以奉獻國家，論調與當時婦運主流一致。:293-294她派遣李緞、鄭玉麗、王吳清香等人前往新竹、臺中、臺南、高雄、臺東、花蓮、宜蘭等地，完成各縣市婦女會的籌備工作。隨後，由謝娥等30名各地臺籍婦女菁英成立籌備委員會，開始籌劃相關事宜。1946年5月16日，臺灣省婦女會在臺北市中山堂舉行成立大會。大會選舉了理監事，並推舉謝娥為首屆理事長。至此，戰後臺灣第一個合法的全省性婦女團體正式誕生。:274:286-287
創立初期，省婦女會著重於團結婦女力量，向地方延伸組織。由於資源匱乏，在謝娥等領導人的努力下，接收了許多日治時期愛國婦人會遺留的資產。1964年，婦女會購買並改建了牯嶺街10巷2號的會館。1980年代後，新興婦女團體相繼出現，各自關注不同的婦女議題。2001年10月15日，呼應臺灣社經文化轉變，臺灣省婦女會改制為「中華民國婦女會總會」，繼續推動婦女工作，為臺灣歷史最悠久且運作中的婦女團體。

## 組織架構
臺灣省婦女會的組織架構分為執行、決策、行政，執行由各級會員代表決議，決策由省婦女會理事會、監事會負責，行政則分為組訓、文教、輔導、總務四組。:274以地域來看，省婦女會採取由下而上的架構，以凝聚各地婦女力量。基層組織單位為鄉鎮，以個人為會員。鄉鎮區婦女會依行政區域組成縣市婦女會，各縣市會再共同組織成臺灣省婦女會。會員代表大會是最高權力機構，由各縣市婦女會選派代表出席。

## 主要工作
臺灣省婦女會明訂宗旨為「以喚起婦女之國民責任心，提高其道德與智能增進自身及家庭社會之福利」:274-275，奉獻涵蓋多個領域。省婦女會傳播女權、喚醒婦女自覺，並且推動廢除公娼。省婦女會也積極爭取婦女參政權，在國民大會中爭取到婦女團體代表名額。省婦女會設立職業輔導訓練館，提供婦女職業技能培訓，幫助失業婦女、成立手工藝品陳列館，協助婦女銷售手工藝品，並創辦幼稚園和托兒所，關心幼兒教育和婦女托育。
此外，省婦女會更出版《臺灣婦女月刊》、《臺灣婦女通訊》等刊物，旨在提升婦女知識、加強各縣市婦女會的聯繫，為臺灣婦女運動重要史料。

## 影響與評價
臺灣省婦女會為戰後首個全省性婦女團體，為臺灣婦女提供了參與社會事務的平臺，推動諸多婦女權益，對提升臺灣婦女地位有重要貢獻。其出版之《臺灣婦女月刊》為早期婦女雜誌先驅，然而半世紀來的女性論述仍未脫「賢妻良母」形象，也多配合國民政府的政令宣導及黨國婦女政策宣傳，因此內容相對溫和、生活化，是該刊之特色。:286-287